# Fantomas vuelve
Fantomas vuelve es una película de comedia francesa de 1965, dirigida por André Hunebelle y protagonizada por Jean Marais en el rol del archivillano Fantômas (con la voz del actor Raymond Pellegrin), que se enfrenta a Louis de Funès como el serio pero superado comisario Paul Juve. En la película, Juve hace equipo con el periodista Jérôme Fandor, interpretado también por Marais, para tratar de atrapar a Fantômas pero sin conseguirlo.
Es la segunda secuela de la trilogía cinematográfica. La película también es conocida como Fantomas amenaza al mundo en México, Fantomas se defiende en Argentina o también como Fantomas se desencadena en algunas ediciones españolas.

## Reparto
| Actor            | Personaje                   |
| ---------------- | --------------------------- |
| Jean Marais      | Fantomas / Fandor / Lefèvre |
| Louis de Funès   | Comissaire Juve             |
| Mylène Demongeot | Hélène Gurn                 |
| Jacques Dynam    | Bertrand                    |
| Robert Dalban    | periodista                  |
| Pietro Tordi     | presidente del congreso     |
| Olivier De Funès | Michou                      |
| Albert Dagnant   | Marchand                    |